# Рейчел Блум
Рейчел Лія Блум (англ. Rachel Leah Bloom) — американська актриса, співачка, авторка пісень і комік. Найбільш відома як авторка комедійно-драматичного серіалу «Божевільна колишня» на телеканалі The CW, в якому також грає провідну роль Ребекки Банч (за виконання цієї ролі вона отримала премію Золотий глобус за найкращу жіночу роль в комедійному серіалі або мюзиклі та премію Вибір телевізійних критиків у номінації Найкраща жіноча роль в комедійному серіалі).

## Ранні роки
Блум народилася в Лос-Анджелесі, зростала в Манхеттен-Біч у родині Шеллі (ур. Розенберг) і Алана Блума. Її мати — музикантка, а батько — юрист у справах з охорони здоров'я. Рейчел походить з єврейської родини.
Блум відвідувала публічні школи Манхеттена, серед яких Mira Costa High School, де вона грала у шкільних спектаклях. У 2009 році Блум закінчила Школу мистецтв Tisch (яка входить до складу Нью-Йоркського університету) зі ступенем бакалавра образотворчих мистецтв («Драма»). Під час навчання у Нью-Йоркському університеті, Блум була головною сценаристкою і режисеркою комедійної скетч-групи «Hammerkatz». Після закінчення навчального закладу, Блум виступала в Upright Citizens Brigade Theatre в Нью-Йорку і Лос-Анджелесі. Якось вона співмешкала з комедіанкою Іланою Глейзер після коледжу у Брукліні.

## Кар'єра
У квітні 2010 року Блум написала пісню і створила музичне відео «Трахни мене, Рей Бредбері», присвятивши випуск кліпа 90-річчю Рея Бредбері. Пісня була натхнена її улюбленою книгою Рея Бредбері Марсіанські хроніки. Окрім того, що відео зібрало велику кількість переглядів, воно також було номіновано на премію Г'юго як найкраща короткометражна постановка 2011 р. Вона працювала стажеркою для головного сценариста Сета Мейерса у шоу Суботнього вечора в прямому ефірі.
13 травня 2013 року Блум випустила свій перший альбом «Please Love Me». 19 листопада 2013 року вона випустила свій другий альбом «Suck It, Christmas», який пропонував комедійний погляд на Хануку. Серед інших на ньому була пісня-хіт «Hanukah Honey». 17 грудня 2013 року Блум стала голосом принцеси Піч у пісні «Балада Луїджі» на дебютному альбомі Starbomb. Блум є співавторкою пісні «Супер друг», яку виконали Меліса Бенойст та Ґрант Ґастін. Ця пісня була включена у музичний кросовер епізод Supergirl та The Flash, а також у саундтрек, випущений цього епізоду.
Блум працювала телесценарісткою у мультсеріалах Allen Gregory і Робоцип.
У квітні 2017 року Блум з'явилася у епізоді «The Sexual Spectrum» серіалу «Bill Nye Saves the World», виконуючи пісню «My Sex Junk», зміст якої торкався гендерної ідентичності. Епізод отримав неоднозначну реакцію консервативних груп та соціальних медіа, на адресу Блум пролунали погрози. Цей епізод отримав номінацію Еммі.
Блум знялася у головній жіночій ролі у фільмі «Кандидат на вбивство». Режисером фільму був Ден Грегор, чоловік Блум. Прем'єра відбулася на кінофестивалі SXSW у березні 2018 року, реліз на Digital On Demand відбувся в травні 2018 року.

### «Crazy Ex-Girlfriend» («Божевільна колишня»)
7 травня 2015 року Блум зняла півгодинний пілотний епізод серіалу "Crazy Ex-Girlfriend ("Божевільна колишня") для Showtime разом з співвиконавчою продюсеркою Алін Брош Маккеною (сценаристка«Диявол носить Прада») і режисером Марком Веббом. Хоча Showtime від серіалу відмовилися, зрештою він став виходити на телеканалі The CW. Серіал перейшов від кабельного до мережевого телебачення, тривалість серій збільшилася до однієї години , кожна серія включає музичні номери. Прем'єра серіалу відбулася 12 жовтня 2015 року.
10 січня 2016 року за виконання головної ролі у серіалі Блум отримала премію Золотий глобус за найкращу жіночу роль в комедійному серіалі або мюзиклі , а за тиждень — премію Вибір телевізійних критиків у номінації Найкраща жіноча роль в комедійному серіалі).

## Особисте життя
На початку 2015 року Блум одружилася з Деном Грегором. Церемонію провів її двоюрідний брат, раввін. До весілля пара була разом шість років.

## Фільмографія

### Кіно
| Рік  | Назва                              | Роль           | Нотатки   |
| ---- | ---------------------------------- | -------------- | --------- |
| 2018 | Кандидат на вбивство               | Кара           |           |
| 2019 | Похмілля у Таїланді                | Ванесса        |           |
| 2019 | Angry Birds у кіно 2               | Сріблинка      | озвучення |
| 2020 | Тролі 2: Світове турне             | королева Барб  | озвучення |
| 2022 | Чіп і Дейл — бурундучки-рятівнички | додаткові ролі | озвучення |
| 2022 | Школа добра і зла                  | Онора          |           |
| 2023 | До тебе чи до мене                 | Скарлет        |           |

### Телебачення
| Рік          | Назва                                           | Роль                                                   | Нотатки |
| ------------ | ----------------------------------------------- | ------------------------------------------------------ | --- |
| 2011         | Allen Gregory                                   |                                                        | Staff writer; 4 episodes: «Pilot», «1 Night in Gottlieb», «Gay School Dance», «Full Blown Maids»                                                       |
| 2012         | How I Met Your Mother                           | Wanda                                                  | Episode: «The Drunk Train» |
| 2012–14      | Robot Chicken                                   | Various voice roles: Ariel, Woman, April O'Neil        | 17 episodes; also writer |
| 2013–14      | The High Fructose Adventures of Annoying Orange | Chickpea, Breakfast Pastry (voice)                     | 2 episodes; wrote episode: «Little Cart of Scaries» |
| 2014–16      | BoJack Horseman                                 | Various voice roles: Laura and Sitcom Writer / Sharona | 5 episodes: «BoJack Horseman: The BoJack Horseman Story, Chapter One», «The Telescope», «Say Anything», «BoJack Hates the Troops», «Old Acquaintances» |
| 2014         | Elf: Buddy's Musical Christmas                  | Additional voices                                      | TV movie |
| 2015–present | Crazy Ex-Girlfriend                             | Rebecca Bunch                                          | Main role, 44 episodes; also co-creator, executive producer, writer, and director                                                                      |
| 2016         | Adam Ruins Everything                           | Herself                                                | Episode: «Adam Ruins Hollywood» |
| 2017         | Bill Nye Saves the World                        | Herself                                                | 2 episodes: «The Original Mars Invasion», «The Sexual Spectrum».                                                                                       |
| 2017         | Nightcap                                        | Herself                                                | Episode: «Spinster Code» |
| 2017         | The Simpsons                                    | Annette (voice)                                        | Episode: «Springfield Splendor» |
| 2018         | Portlandia                                      | Rachel                                                 | Episode: «No Thank You» |
| 2018         | Muppet Babies                                   | Dot (voice)                                            | Episode: «Sir Kermit the Brave» |
| 2018         | iZombie                                         | Nellie                                                 | Episode: «My Really Fair Lady» |
| 2018         | Drunk History                                   | Herself                                                | Episode: «Heists» |
| 2018         | My Little Pony: Friendship Is Magic             | Autumn Blaze (voice)                                   | Episode: «Sounds of Silence» |
| 2018         | Explained                                       | Herself (narrator)                                     | Episode: «The Female Orgasm» |

## Дискографія

### Студійні альбоми
| Title                                                                 | Details                                                                         |
| --------------------------------------------------------------------- | ------------------------------------------------------------------------------- |
| Please Love Me                                                        | - Released: May 20, 2013 - Label: self-released - Format: Digital download      |
| Suck It, Christmas (A Chanukah Album) (with Jack Dolgen & Dan Gregor) | - Released: November 13, 2013 - Label: self-released - Format: Digital download |

### Саундтреки
| Title                                                                          | Details                                                                                |
| ------------------------------------------------------------------------------ | -------------------------------------------------------------------------------------- |
| Crazy Ex-Girlfriend (Original Television Soundtrack) (Season 1, Vol. 1)        | - Released: February 19, 2016 - Label: WaterTower Music - Format: CD, Digital download |
| Crazy Ex-Girlfriend (Original Television Soundtrack) (Season 1, Vol. 2)        | - Released: May 20, 2016 - Label: WaterTower Music - Format: CD, Digital download      |
| Crazy Ex-Girlfriend (Original Television Soundtrack) (Season 2)                | - Released: March 3, 2017 - Label: WaterTower Music - Format: CD, Digital download     |
| Crazy Ex-Girlfriend: Karaoke Album (Original Television Soundtrack) (Season 1) | - Released: January 12, 2018 - Label: Warner Bros. - Format: Digital download          |
| Crazy Ex-Girlfriend: Season 3 (Original Television Soundtrack)                 | - Released: July 20, 2018 - Label: WaterTower Music - Format: Digital download         |

### Сингли
| Title                                                         | Year | Album                                    |
| ------------------------------------------------------------- | ---- | ---------------------------------------- |
| «Fuck Me, Ray Bradbury»                                       | 2010 | Please Love Me                           |
| «I Steal Pets»                                                | 2011 | Please Love Me                           |
| «I Was a Mermaid and Now I'm a Pop Star»                      | 2011 | Please Love Me                           |
| «Pictures of Your Dick»                                       | 2012 | Please Love Me                           |
| «You Can Touch My Boobies»(feat. Nicole Shabtai & Tess Paras) | 2012 | Please Love Me                           |
| «The Cake Farts Song (Live)»                                  | 2013 | non-album single                         |
| «Chanukah Honey»                                              | 2013 | Suck It, Christmas!!! (A Chanukah Album) |
| «Who Wants to Watch the Tony Awards This Year?»               | 2014 | non-album single                         |
| «OcDance»                                                     | 2014 | non-album single                         |
| «Ladyboss»                                                    | 2017 | non-album single                         |
| «I Don't Care About Award Shows»                              | 2017 | non-album single                         |

### Відеокліпи
| Year | Title                                             | Role                       | Notes                                         |
| ---- | ------------------------------------------------- | -------------------------- | --------------------------------------------- |
| 2010 | Fuck Me, Ray Bradbury                             | Rachel                     |                                               |
| 2011 | I Steal Pets                                      | Rachel                     |                                               |
| 2011 | I Was a Mermaid and Now I'm a Pop Star            | Rachel                     |                                               |
| 2011 | Charlie Brown: Blockhead's Revenge                | Lucy Van Pelt, Sally Brown | Produced by Funny or Die                      |
| 2012 | The Secret of the Gypsy Queen                     | Ilsa                       | Produced by Skeptoid Media                    |
| 2012 | Pictures of Your Dick                             | Rachel                     |                                               |
| 2012 | You Can Touch My Boobies                          | Rachel                     |                                               |
| 2012 | We Don't Need a Man                               | Rachel                     |                                               |
| 2013 | Die When I'm Young                                | Rachel                     |                                               |
| 2013 | If Disney Cartoons Were Historically Accurate     | Princess Rachel            |                                               |
| 2013 | Chanukah Honey                                    | Rachel                     |                                               |
| 2013 | Luigi's Ballad                                    | Princess Peach (voice)     |                                               |
| 2014 | NOBODY WILL WATCH THE F*CKING TONY AWARDS WITH ME | Rachel                     |                                               |
| 2014 | The OCDance!                                      | Rachel                     |                                               |
| 2016 | Holy Shit (You've Got to Vote)                    | Herself                    | Public service advocacy, with various artists |
| 2017 | Ladyboss                                          | Rachel                     | Produced by Bola Ogun and Vanity Fair         |
| 2017 | I Don't Care About Award Shows                    | Rachel                     |                                               |

## Нагороди та номінації
| Year | Ceremony                          | Category                                           | Nominated work           | Result    | Ref    |
| ---- | --------------------------------- | -------------------------------------------------- | ------------------------ | --------- | ------ |
| 2011 | Hugo Awards                       | Best Dramatic Presentation                         | Fuck Me, Ray Bradbury    | Номінація | [ 9 ]  |
| 2013 | Web Awards                        | Best YouTube Song                                  | You Can Touch My Boobies | Перемога  | [ 9 ]  |
| 2015 | Primetime Emmy Awards             | Short-format Animation                             | Robot Chicken            | Номінація | [ 36 ] |
| 2016 | Golden Globe Awards               | Best Actress — Television Series Musical or Comedy | Crazy Ex-Girlfriend      | Перемога  | [ 37 ] |
| 2016 | Gold Derby Awards                 | Best Comedy Actress                                | Crazy Ex-Girlfriend      | Номінація | [ 38 ] |
| 2016 | Gold Derby Awards                 | Breakthrough Performer of the Year                 | Crazy Ex-Girlfriend      | Номінація | [ 38 ] |
| 2016 | Television Critics Association    | Individual Achievement in Comedy                   | Crazy Ex-Girlfriend      | Перемога  | [ 39 ] |
| 2016 | Online Film and Television Awards | Best Actress in a Comedy Series                    | Crazy Ex-Girlfriend      | Номінація |        |
| 2016 | EWwy Awards                       | Best Actress, Comedy                               | Crazy Ex-Girlfriend      | Номінація | [ 40 ] |
| 2016 | Primetime Emmy Awards             | Outstanding Original Music and Lyrics              | Crazy Ex-Girlfriend      | Номінація | [ 41 ] |
| 2016 | Primetime Emmy Awards             | Outstanding Main Title Theme Music                 | Crazy Ex-Girlfriend      | Номінація | [ 41 ] |
| 2016 | Gotham Awards                     | Breakthrough Series — Long Form                    | Crazy Ex-Girlfriend      | Перемога  | [ 42 ] |
| 2016 | Critics' Choice Television Awards | Best Actress in a Comedy Series                    | Crazy Ex-Girlfriend      | Перемога  | [ 43 ] |
| 2017 | Golden Globe Awards               | Best Actress — Television Series Musical or Comedy | Crazy Ex-Girlfriend      | Номінація | [ 44 ] |
| 2017 | Primetime Emmy Awards             | Outstanding Original Music and Lyrics              | Crazy Ex-Girlfriend      | Номінація | [ 45 ] |
| 2018 | Television Critics Association    | Individual Achievement in Comedy                   | Crazy Ex-Girlfriend      | Номінація |        |